# ایستگاه راه‌آهن قزوین

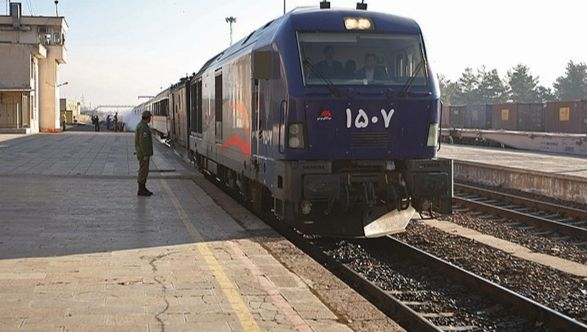
سکو ایستگاه راه‌آهن قزوین - ۱۳۹۲

ایستگاه راه‌آهن قزوین مربوط به دوره پهلوی است و در قزوین، انتهای خیابان راه آهن واقع شده و این اثر در تاریخ ۱۹ مرداد ۱۳۸۴ با شمارهٔ ثبت ۱۲۹۰۱ به‌عنوان یکی از آثار ملی ایران به ثبت رسیده است.

## پیشینه
اولین خط راه آهن در ۱۸ اسفندماه ۱۳۱۸ به قزوین رسید و ایستگاه راه‌آهن قزوین در بیست و هفتم همان ماه مورد بهره‌برداری قرار گرفت. اکنون نیز با توجه به قرار گرفتن قزوین در شاهراه مبادلاتی کشور این استان در مسیر راه آهن تهران به شمال غرب کشور قرار گرفته‌است و در شهرهای قزوین، تاکستان و آبیک دارای ایستگاه راه آهن می‌باشد. همچنین خط راه‌آهن قزوین-رشت-بندرانزلی -آستارا نیز در دست احداث است که این خط آهن ایران را به کشورهای نواحی قفقاز و روسیه متصل می‌گرداند.

## خط راه‌آهن
- خط راه‌آهن تهران-تبریز
- خط راه‌آهن قزوین-رشت

## مشخصات ایستگاه
این ایستگاه از ایستگاه‌های مسافربری و تشکیلاتی بوده و در مساحتی بالغ بر ۱۵۵۶ متر مربع در جنوب شهر قزوین و در انتهای خیابان سپه واقع شده‌است.

## مسیرهای مسافربری
- قزوین - مشهد
- قزوین - تبریز
- قزوین - تهران
- قزوین - رشت